# Aaron Israelson
Aaron Victor Falk Israelson (Israelsson enligt folkbokföringen), född 25 juli 1978, är en svensk journalist och före detta chefredaktör för tidningen Faktum i Göteborg. Mellan 2008 och 2011 var han chefredaktör för Nyheter24 där han även drev en blogg. Tidigare var han verksam som ledarskribent i Expressen.
Israelson har innan dess bland annat arbetat som juniorkonsult på pr-byrån Hill & Knowlton, och debattredaktör på Expressen. Han var även förbundsstyrelseledamot i Liberala ungdomsförbundet (Luf) 2001–2006 samt redaktör för dess förbundsorgan Liebling.
Israelson lämnade Liberala ungdomsförbundet under Almedalsveckan 2006. Han medverkade senare i SVT-dokumentären Spionskolan om dataintrångsaffären i den svenska valrörelsen 2006 och vittnade om den kultur av integritetskränkningar i Luf, också mot egna medlemmar, som kulminerade i att unga folkpartister begick dataintrång mot politiska motståndare inom socialdemokraterna.